# Dibrachionostylus
Dibrachionostylus là một chi thực vật có hoa trong họ Thiến thảo (Rubiaceae).

## Loài
Chi Dibrachionostylus gồm các loài: